# O Segredo (2008)
O Segredo (dt.: Das Geheimnis) ist ein Kurzfilm des portugiesischen Regisseurs Edgar Feldman aus dem Jahr 2008.
Der 25-minütige Dokumentarfilm entstand teilweise in Schwarz-Weiß-Technik.
Feldman interviewte den damals 94-jährigen António Dias Lourenço, der während der Zeit des Estado Novo im  kommunistischen Widerstand aktiv war. Dias Lourenço spricht über seine Inhaftierung im Forte de Peniche und seine Flucht aus dem Gefängnis im Jahr 1954. Für den Film kehrten beide an die Stätte seiner Haft zurück. 
Der Film war 2008 Wettbewerbsbeitrag beim Festival Doclisboa in der Kategorie nationale Kurzfilme.   